# Fontana di Campo Vaccino
Fontana di Campo Vaccino, även benämnd Fontana del Mascherone di Campo Vaccino, var en fontän på Campo Vaccino på Forum Romanum i Rom. Fontänen designades av skulptören Giacomo della Porta och invigdes år 1593. Den stora maskaronen utfördes av Bartolomeo Bassi. Fontänen försågs med vatten från Acqua Felice.

## Beskrivning
Vid tiden för uppförandet av denna fontän var antikens Forum Romanum ett gräsbevuxet område och kallades för Campo Vaccino, ungefär "kohagen". En boskapsmarknad hölls på platsen och kreaturen drack ur fontänens bassäng. Fontänen uppfördes framför Castors och Pollux tempel. I början av 1800-talet började man på allvar att gräva ut Forum Romanum och genomföra arkeologiska undersökningar. Fontänen nedmonterades år 1816; maskaronen placerades år 1827 på en fontän vid Porto Leonino (dagens Lungotevere Gianicolense) på Tiberns högra sida, medan bassängen återanvändes för Obelisco del Quirinale på Piazza del Quirinale.
I slutet av 1800-talet inledes anläggandet av de nya tiberkajerna och omkring år 1890 revs fontänen och placerades i kommunens förråd. År 1936 placerades maskaronen på sin nuvarande plats på en mur vid Piazza Pietro d'Illiria vid basilikan Santa Sabina på Aventinen; själva muren omgärdar Giardino degli Aranci. Vattnet flödar ur maskaronens mun ner i ett romerskt granitkar.

## Bilder
| - Campo Vaccino med fontänen till höger. Etsning av Stefano della Bella. - Kyrkan Santa Maria Liberatrice al Foro Romano. Fontänen ses till höger. Gravyr av Giuseppe Vasi. |

| - Fontänen (nummer 927) på Giovanni Battista Nollis topografiska karta över Rom från år 1748. - Porto Leonino med fontän med maskaronen. I bakgrunden tornar kyrkan San Giovanni dei Fiorentini upp sig. Fotografi från omkring år 1860. |